# Cayenne
Cayenne er Fransk Guyanas hovedstad. Byen er beliggende på en tidligere ø ved floden Cayennes udløb i Atlanterhavet. Byens motto er "fert aurum industria", som betyder "arbejde bringer rigdom".
Ved folketællingen i 2015 havde metroregionen 131.922 indbyggere, hvoraf 57.614 boede inden for bygrænsen.

## Historie
Da spanske opdagelsesrejsende koloniserede Sydamerika, forbigik man området, idet man mente, at området var for varmt og svært at gøre krav på og inddæmme. Området var derfor ikke koloniseret før i 1604, da en fransk koloni blev grundlagt. Den første bebyggelse blev kort efter grundlæggelsen ødelagt af portugisere. Franske kolonister vendte tilbage til området i 1634, men blev af områdets oprindelige folk tvunget til at rejse.
I 1664 lykkedes det imidlertid Frankrig at etablere en permanent koloni ved Cayenne. Over det næste årti skiftede kolonien dog hænder mellem Frankrig, Holland og England, for til sidst at forblive fransk.

I 1809 blev byen erobret af engelsk-portugisiske styrker, og byen blev herefter administreret fra Brasilien indtil 1914. Cayenne kom atter under fransk kontrol i 1814, og var mellem 1854 til 1938 brugt som fransk oversøisk straffekoloni.